# Eslavoserbia
Eslavoserbia, Slavo-Serbia o Slaveno-Serbia (en ucraniano, Слов'яносербія, Slov'yanoserbiya; en ruso, Славяносербия, Slavyanoserbiya; en serbio, Славеносрбија, Slavenosrbija o Славосрбија, Slavosrbija), fue un territorio de la Rusia imperial entre 1753-64. Estaba ubicado en la margen derecha del río Donets, entre los ríos Bajmutka (Бахмут) y Luhan (Лугань). Esta área hoy constituye los territorios del actual Óblast de Lugansk y el Óblast de Donetsk de Ucrania. El centro administrativo de Eslavoserbia era Bajmut.

## Historia
Por decreto del Senado del 29 de mayo de 1753, las tierras libres de esta área se ofrecieron para asentarse a serbios, valacos (rumanos), búlgaros, griegos y otros pueblos balcánicos de denominación cristiana ortodoxa para garantizar la protección y el desarrollo de esta parte de las estepas.
Eslavoserbia fue gobernada directamente por el Senado de Gobierno y el Colegio de Guerra de Rusia. Los colonos finalmente formaron el regimiento húsar de Bajmut en 1764. También en 1764, Eslavoserbia se transformó en el Donets uyezd de la Gobernación de Yekaterinoslav (ahora en el óblast de Dnipropetrovsk, Ucrania). Los comandantes de Eslavoserbia fueron los coroneles Rajko Depreradović y Jovan Šević. Estos coroneles serbios lideraron a sus soldados en varias campañas militares rusas; en tiempos de paz mantuvieron las tierras fronterizas, junto con los cosacos, libres de incursiones de otros estados.

## Demografía
La provincia tenía una población étnicamente diversa que incluía serbios, valacos (rumanos) y otros. En 1755, la población de Eslavoserbia era de 1.513 habitantes (de ambos sexos). En 1756, en el regimiento de Jovan Šević, había 38% de serbios, 23% de Vlachs y 22% de otros. En 1763, la población de Eslavoserbia era de 3.992 habitantes varones, de los cuales solo 378 eran serbios.